# Koulbou
Koulbou ist ein Dorf in der Landgemeinde Makalondi in Niger.

## Geographie
Das Dorf liegt rund sieben Kilometer südöstlich des Hauptorts Makalondi der gleichnamigen Landgemeinde, die zum Departement Torodi in der Region Tillabéri gehört. Zu den weiteren Siedlungen in der Umgebung von Koulbou zählen Tientienga Fulbé im Nordosten und Mossi Paga im Südwesten.
Koulbou ist Teil der Übergangszone zwischen Sahel und Sudan. Die durchschnittliche jährliche Niederschlagsmenge beträgt hier zwischen 500 und 600 mm. Die Feuchtgebiete von Koulbou sind stark mit Seerosengewächsen, Binsengewächsen, Wasserreis und Gruppen von Mitragyna-Bäumen bewachsen. Sie gehören zu einer Important Bird Area namens Makalondi district, die sich im Radius von etwa 25 Kilometern um den Hauptort Makalondi erstreckt.

## Geschichte

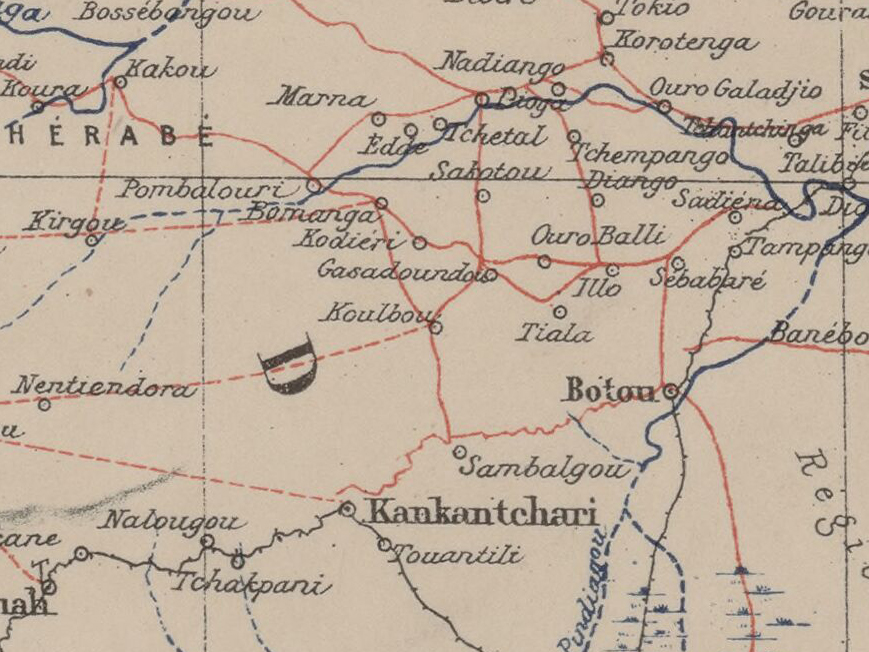
Ausschnitt einer Karte von 1903 mit Koulbou im Zentrum

Ungefähr zu Beginn des 20. Jahrhunderts musste ein Mann namens Douroumpo aus dem Dorf Bomanga nach Koulbou fliehen. Dort lebte er, bevor er das Dorf Makalondi gründete.

## Bevölkerung
Bei der Volkszählung 2012 hatte Koulbou 843 Einwohner, die in 105 Haushalten lebten. Bei der Volkszählung 2001 betrug die Einwohnerzahl 388 in 41 Haushalten und bei der Volkszählung 1988 belief sich die Einwohnerzahl auf 2853 in 290 Haushalten.

## Wirtschaft und Infrastruktur
Im Dorf gibt es mehrere Gärten. Die französische Freiwilligenorganisation Association Française des Volontaires du Progrès (AFVP) initiierte in Koulbou eine Kooperative für die Herstellung von Honig. Es ist eine Schule vorhanden.

## Persönlichkeiten
- Djalwana Laurent Lompo (* 1967), Erzbischof von Niamey